# 이자이호

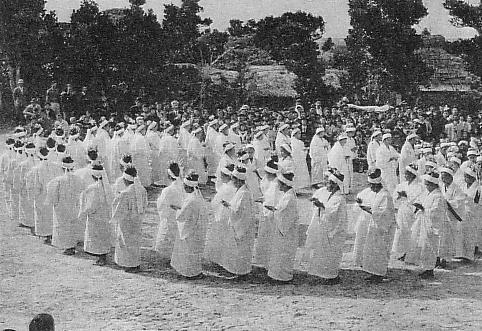

이자이호(イザイホー)는 구다카 섬에서 행해지는 독특한 행사이다. 30세 이상의 여성이 신녀가 되기 위한 통과의례이다. 섬에서는 최대의 행사이다. 일본의 마쓰리에 기원을 두고 있으나 1978년을 기점으로 섬의 인구가 줄어들기 시작하면서, 1990년에는 난추(ナンチュ)가 되는 여성의 부재 및 사망으로 이 행사는 행해지지도 않았다. 그리고 2002년에도 신녀가 될 여성의 부재 등이 문제가 되면서 축제는 중지가 되었다(다음 번 개최는 2014년에 예정되어 있음).